# Весым
Весым — река в России, протекает в Кудымкарском районе Пермского края. Устье реки находится в 79 км по правому берегу реки Велва. Длина реки составляет 18 км. В 3,7 км от устья принимает справа реку Муткыльта.
Исток реки в лесах на границе с Юрлинским районом в 2 км к северу от деревни Киршина. Генеральное направление течения — юго-восток, большая часть течения проходит по безлесой местности. На Весыме по меркам региона расположено немалое число деревень: Архипова, Виль-Конанова, Девина, Максимова, Плешкова. Притоки — Муткыльта, Шерлог (правые); Косвож, Родборшор (левые). Впадает в Велву северо-западнее села Сюзь-Позья.

## Данные водного реестра
По данным государственного водного реестра России относится к Камскому бассейновому округу, водохозяйственный участок реки — Кама от города Березники до Камского гидроузла, без реки Косьва (от истока до Широковского гидроузла), Чусовая и Сылва, речной подбассейн реки — бассейны притоков Камы до впадения Белой. Речной бассейн реки — Кама.
Код объекта в государственном водном реестре — 10010100912111100008205.